# Уметност подземног света Наисуса
Уметност подземног света Наисуса коју срећемо у многобројним гробницама из ранохришћанског периода Наисуса (данас Ниша), осликава надземну стварност, која се може наслутити тачним препознавањем насликаних детаља на зидовима гробница. Овај сегмент ликовне симболике не указује само на препознатљиве предмете из свакодневног живота древног царског Константиновог града, већ открива и атмосферу у којој су живели први хришћани Ниша.

## Општа разматрања
У уметности подземног света често су верно насликани — винова лоза, птице и животиње, реалистичне сцене брања житарица, воћа и грожђа, представа чамца (нпр оних из катакомбе Присцила у Риму), или, свећњака који су највероватније изгледали онако како су насликани на источном и западном зиду гробнице бр. 4 у Софији, и друге представе које реално припадају надземном свету. Творци, сликари, уметности подземног света, тако су из непосредног окружења, преносили на зидове гробница, разне представе. Њихово препознавање археолозима, историчарима уметности и другим струкама даје потпуније слике о оновременом Наисусу, до сигурних података како су изгледали значајни објекти и посебно уважавани премети, или, како су се одевали први хришћани Ниша.
На зидовима нишких гробница, поред општих детаља који се могу видети и на другим гробницама у царству, препознају се и појединости условљене просторном и временском одредницом овог античког града на важном магистралном путу Виа милитарис. Кроз јасно уочљииве мотиве
који припадају простору града Наисуса, они одговарају времену у коме су декорисани зидови гробница, тако да се може кроз њих пратити не само симболички смисао библијских призора, већ у позадини и значења хришћанске симболике и оновремених детаљи из свакодневног живота.
У складу са естетским захтевима времена, чије је место у композицији условљено степеном теолошке обавештености уметника, у гробницама у којима су евидентни почеци хришћанске уметности, сликовно писмо никад није напуштано. Јер слободни хришћани нису заборављали симболе а мотиве из свог окружења, па и оне паганске, које су прилагођавали насликаним композицијама читљивог хришћанског
садржаја.
Тако су у гробницама сахрањених Нишлија, насликани препознатљиви предмети из дневног живота обогаћени симболизмом, који није губио везу између предмета и нове знаковности која је произашла из илустрованог садржаја библије којим се објашњава судбина у гробници почивајућег верника.

## Мотиви насликани на зидовима нишких гробница
Иконографија насликани на зидовима нишких гробница, карактеришу представе Светог Петра и Павла заједно са са представом нишких мученика. То открива значај посредовања локалних мученика за преминуле које уводе у рај, као и вере у Васкрсење уз молитву за упокојене која је, као овде у Нишу, у ово време најчешће упућивана Христу.
Насликане представе претежно припадају фунералној иконографији јер симболишу суштину хришћанске вере – вечни живот. На основу фреско декорације можемо закључити да су крајем 4. века у гробници били сахрањени угледни чланови хришћанске заједнице Наисуса.

## Нишка сликарска радионица
Након истраживања нишких археолога и историчара уметности, настао је закључак да је Наисус већ од друге половине 4. века, када је и хришћанство Миланским едиктом, прихваћено као званична вера на овом простору, био угледни провинцијски сликарски центар у коме се очувала традиција сликарства катакомби, и неговала достигнућа прихваћена у Тесалоники и хришћанском истоку.

Развој фреско сликарства у Наисусу може се објаснити настанаком сликарске радионице које је било повезано са црквеним приликама (када су у граду службовали епископи, свештеници и ђакони чија су имена латинска). Они су у Наисус донели, поред хришћанства и традицију осликавања гробнице са фигуралним представама (почев од друге половини 4. века, па надаље негде до 6. века, и доласка Хуна и Словена), и са собом повели путујућа сликаре, који су могли бити активни у Наисусу, у периоду када се хришћанска уметност и иконографија формирала на ширим просторима Римског царства. Наиме заједно са свештемнством, са простора данашње Италије, стигли су грађевинари и сликари који су са собом донели архитектонске облике, попут баптистеријума на Медијани и уметност украшавања катакомби. Настанак и развој градске сликарске радионице Нисуса најбоље се сагледава на сачуваном живопису, На коме се: 
...захваљујући великој сличности у сликању Светог Петра и Павла из гробница у Риму, Печују и Нишу, намеће се помисао да је у питању дело путујућих сликара (pelegrini), који су са собом носили картоне, скице са препознатљивим представама Петра и Павла.

Ови путујући уметници — сликари гробнице са фигуралним представама, за собом су остављали не само осликани подземни свет Наисуса, већ и ученике. 
Тиме су и утемељили нишку сликарску радионицу која ће бити активна следећа три века. Стога, треба претпоставити да је сликарство из друге половине 4. века остварење сликара из Италије, или су у питању локални уметници који су учили занат од путујућих сликара из Италије.